# System Comics
System Comics (транскр.  Систем комикс) је српска издавачка кућа основана 2001. године у Београду, а специјализована је за стрип-издаваштво. Основно усмерење је објављивање стрипова српских аутора, укључујући и оне који су премијерно објављени ван Србије за велике светске издаваче.

## Почеци: Технотајз
Прво издање предузећа је био стрип Технотајз Алексе Гајића и Дарка Гркинића. Уз овај стрип направљен је мултимедијални подухват, где је музичка група „Прототип“ направила музику, а Гајић видео-спот заснован на стрипу. 
Овај подухват је временом довео и до првог српског цртаног филма за одрасле, Технотајз: Едит и ја.

## Српски стрип
- Аарон – Бојан Ковачевић
- Авили, авили – Жељко Пахек
- Астроиђани – Жељко Пахек
- Бади Кукавица и друге приче – Жељко Пахек
- Бернард Панасоник – Зоран Јањетов
- Бич Божји – Алекса Гајић и Валери Манжен
- Вековници – Срђан Николић – Пека, Марко Стојановић и други
- Дружина Дарданели: Пољубац лептирице – Павле Зелић и Драган Пауновић
- Инкал: Младост Џона Дифула – Зоран Јањетов и Алехандро Ходоровски
- Константиново раскршће 1: Краљевство крви – Дејан Стојиљковић и Драган Пауновић
- Мрак – Бојан Реџић
- Техноочеви – Зоран Јањетов и Алехандро Ходоровски
- Технотајз – Алекса Гајић и Дарко Гркинић
- Убице као ти и ја – Рајко Милошевић - Гера и Оскар Аибар
- У шрафовима – Алекса Гајић
- Филип и Олга, књишки мољци – Душан Павлић и Зоран Пеневски

## Страни стрип
објављује и стрипове француских, италијанских, америчких и других стваралаца у албумима (Калвин и Хобс, Кориганси, Sky Doll, Рапторси), као и свескама за киоске (Дилан Дог, Магични Ветар, Кен Паркер, Хелбој).